# Alberto Neuman
Pour les articles homonymes, voir Neuman.
Alberto Neuman, né le 24 novembre 1933 à Buenos Aires et mort le 29 janvier 2021 à Saint-Michel (Charente), est un pianiste argentin.

## Biographie
À Buenos Aires, Alberto Neuman a été formé dès l'enfance à l'école prestigieuse de Galia Schalman et de Vincenzo Scaramuzza qui était l'héritier de la tradition pianistique italienne et qui fut également professeur de Bruno Leonardo Gelber et de Martha Argerich. En Argentine, il fut entendu par les plus grands maîtres, Claudio Arrau, Aldo Ciccolini, Byron Janis, Arthur Rubinstein, Arturo Benedetti Michelangeli , Friedrich Gulda, et participa à un séminaire de Walter Gieseking. Il étudia ensuite avec Carlo Zecchi en Italie. Il y fit ses débuts en décembre 1951 lors d'un concert à la RAI. L'année suivante, il obtient un diplôme de piano à l'Académie Nationale de Santa Cecilia à Rome sous la direction de Carlo Zecchi et obtint ensuite un poste de professeur de piano à l'Institut "Gaspare Spontini" d'Ascoli Piceno. Il prit part à des séminaires donnés par Frank Martin et étudia également à Positano (Naples) avec Wilhelm Kempff avec qui il enregistra à deux pianos pour la Rai.
De 1960 à 1964, il étudia avec Arturo Benedetti Michelangeli lors de ses classes de piano tenues à Bolzano, Arezzo et Moncalieri (Turin). Michelangeli écrivit: « Il a fait un trésor de mon enseignement ». Il rejoint encore Michelangeli en 1966 lors d'un séminaire de l'Académie Chigiana à Sienne. Pendant trois ans, il étudia la Sémiologie grégorienne avec Eugène Cardine à l'Institut Pontifical de Musique Sacrée de Rome. À la fin des années soixante, il fut le pianiste (et parfois le batteur) du groupe d'improvisation "Team" de "Nuova consonanza" fondé par Mario Bertoncini, avec lequel il fit un disque pour le label RZ. Il fut finaliste du Concours Busoni à Bolzano et remporta le premier prix et la médaille d'or du Rotary International lors du Concours International "GB Viotti" de Vercelli en 1961.
Au début des années 1960, il a fondé une école de musique à Rome avec Maura Cova (également élève de Arturo Benedetti Michelangeli), puis s'installa en France où il donna des concerts et enregistra des disques avec le compositeur grec Mikis Theodorakis.
Ancien assistant du célèbre musicologue Fedele D'Amico à la chaire d'histoire de musique de L'Université de Rome, il fut professeur de piano au C.N.R. de Paris et au Conservatoire d'Angoulême.
Il a participé à plusieurs films : il a joué la Sonate n°14 en ut dièse mineur, opus 27 n° 2 "Clair de lune" de Beethoven pour la bande sonore de l'un des quatre épisodes du film "Marche nuptiale" de Marco Ferreri (1965) et dans deux films de Fernando E. Solanas: "Le regard des autres" (1980), documentaire social pour lequel il composa la bande sonore, et "Tangos, l'exil de Gardel" (1985), consacré au grand compositeur Carlos Gardel (Neuman y tient également un petit rôle comme acteur).
Expert auprès de la Cour de justice de Paris pour la propriété littéraire et artistique, il s’est entre autres occupé des cas de plagiat impliquant des pop stars comme Michael Jackson ou les auteurs de la Lambada.
Il a donné des concerts en Europe et en Amérique, jouant entre autres avec les orchestres du Teatro Colón de Buenos Aires, l’orchestre philharmonique de Munich, l’orchestre Pomeriggi Musicale de Milan, la Camerata Lysy ou l’orchestre du Teatro la Fenice à Venise avec lequel il a enregistré pour la radio. Ces dernières années, il se consacre exclusivement au récital solo.
En 2002, il a participé au Festival International d'Osaka au Japon dont il a reçu une médaille d'or et où il a enregistré un CD. En 2003, il a fait une tournée en Finlande, présentant à la fois les classiques, de Bach à Chopin, ainsi qu'un répertoire spécial consacré au tango de Stravinsky à Piazzolla. Neuman a été le premier pianiste de formation classique à enregistrer la musique d'Astor Piazzolla dans les années soixante-dix sous la direction du compositeur qui déclara : « La résurrection de l'Ange est devenue un classique sous les doigts d'Alberto. » Le maestro Arturo Benedetti Michelangeli avait suggéré à Alberto de ne pas négliger la musique d’Amérique latine après avoir entendu ses improvisations. Son répertoire de tangos comprend donc un certain nombre de curiosités, et il peut même arriver que durant un récital de piano, il chante des airs d'Alberto Ginastera, Matos Rodriguez ou bien d'autres.
Alberto Neuman a enregistré des disques en Allemagne, en France et au Japon pour les labels Arion, Buda et Hybrid.
Alberto Neuman était en train d'écrire une méthode dédiée aux bases de la technique d'Arturo Benedetti Michelangeli, restée jusqu'à présent presque totalement inconnue, et un livre de souvenirs de ses expériences musicales.
Ces dernières années, Neuman a fait des tournées présentant avec beaucoup de succès une forme de récital-conférence  dans laquelle il décrit avec de brèves explications et de savoureuses anecdotes différentes parties du programme, en portant un accent particulier sur l’enseignement et les orientations provenant du maestro Michelangeli. Il a également présenté au public des œuvres rares comme l'Adagio de la Sonate en sol majeur, op. 1 no 11 de Giovanni Battista Grazioli (harmonisation de Michelangeli) ou le carillon de Giuseppe Benedetti Michelangeli, père du maestro. Ce projet fut donné à Bolzano (2006), à Paris (2007) puis en tournée en 2008 dans différentes villes d’Italie, y compris Brescia (ville natale de Michelangeli) où la province lui remit une plaque pour ses mérites artistiques.
Alberto Neuman est souvent décrit comme un des plus importants représentants de la culture argentine en France et en Europe : "Comment serait Paris aujourd'hui, s'il lui manquait les échos du bandonéon de Piazzolla, sans la voix d'Atahualpa Yupanqui, sans les pièces de Lavelli ou d'Arias, sans les claviers de Martha Argerich ou d'Alberto Neuman, sans les figures peintes par Le Parc, sans les portraits laissés par Cortazar, sans la présence constante dans l'air parisien de la prose et des vers de Borges, sans le tango ?" 
Alberto Neuman meurt le 29 janvier 2021, à Angoulême, à l'âge de 87 ans

## Discographie
- Noblesse du Tango – Arion ARN 36 299 (1975) (LP) (France) – œuvres d’Igor Stravinsky, Isaac Albéniz, Juan José Castro, Juan-Francisco Giacobbe, Darius Milhaud, Alberto Ginastera, Erik Satie, Astor Piazzolla, Alberto Neuman (1975)
- Tango Perpétuel – Buda Musique BCD 92630-2 (1995) (CD) (France) – œuvres d'Ernesto Nazareth, Juan José Castro, Igor Stravinsky, Gerardo Hernán Matos-Rodríguez, Astor Piazzolla, Ernesto Baffa, Alberto Ginastera, Kurt Weill, Darius Milhaud, Jacob Gades, Alberto Neuman, Isaac Albéniz, Maurice Ohana, Giacomo Puccini, Erik Satie (1995)
- Tango Perpétuel II – Buda Musique BCD 92651-2 (1996) (CD) (France) – œuvres de Bohuslav Martinu, Gerardo Hernán Matos-Rodríguez, Astor Piazzolla, Ernesto Nazareth, Tom Johnson, Vladimir Cosma, Ernesto Baffa, Alberto Neuman, Scott Joplin, Juan Francisco Giacobbe, Alberto Ginastera (1996)

en collaboration :
- Mario Bertoncini : Mario Bertoncini – Edition RZ LP-1002 (1989) (LP) (Allemagne) – œuvres de Mario Bertoncini, Earle Brown et John Cage (Alberto Neuman avec Mario Bertoncini et Maura Cova, pour trois pianos préparés (1970)
- Mikis Theodorakis: nombreux enregistrements des années 1970 repris en CD (écouter par ex. la partie pianistique soliste dans le Canto General sur un texte de Pablo Neruda)
- Nagaokakyo Chamber Ensemble / Yuko Mori: Orient & Occident – HYBRID Disc SACD NF60104 (2003) (CD) (Japon) – enregistrement live d'œuvres de nombreuses compositeur, dont Astor Piazzolla; Neuman en solo et avec un ensemble de chambre (2002)